# جيم راي
جيم راي (7 أكتوبر 1917 في الولايات المتحدة - 7 يناير 2013 في الولايات المتحدة) (بالإنجليزية: Jim Rae)‏ هو لاعب كرة سلة أمريكي في مركز الوسط. لعب مع Michigan Wolverines men's basketball ‏.